# Natsuko Kimijima
Natsuko Kimijima –en japonés, 君島 奈津子, Kimijima Natsuko– (21 de julio de 1981) es una deportista japonesa que compitió en judo. Ganó dos medallas de bronce en el Campeonato Asiático de Judo en los años 2004 y 2007.

## Palmarés internacional
| Campeonato Asiático | Campeonato Asiático  | Campeonato Asiático | Campeonato Asiático |
| Año                 | Lugar                | Medalla             | Categoría           |
| ------------------- | -------------------- | ------------------- | ------------------- |
| 2004                | Almatý ( Kazajistán) | Medalla de bronce   | –52 kg              |
| 2007                | Kuwait (Kuwait)      | Medalla de bronce   | –52 kg              |